# 普法夫敦 (北卡羅萊納州)
普法夫敦（英語：Pfafftown）是位於美國北卡羅萊納州福賽斯縣的非建制地區。

## 歷史
普法夫敦的郵局自1888年營運至今。

## 地理
普法夫敦所處的海拔為高於海平面249米（即817英呎），而該地所採用的時區為UTC-5，即北美东部时区（EST）。同時該地設有夏令時間，為UTC-5調快一小時，即UTC-4（EDT）。